# Blenina richardi
Blenina richardi är en fjärilsart som beskrevs av Pierre E.L. Viette 1958. Blenina richardi ingår i släktet Blenina och familjen trågspinnare. Inga underarter finns listade i Catalogue of Life.